# Pamedaran
Pamedaran is een bestuurslaag in het regentschap Brebes van de provincie Midden-Java, Indonesië. Pamedaran telt 5182 inwoners (volkstelling 2010).